# Phyllophaga disparilis
Phyllophaga disparilis är en skalbaggsart som beskrevs av Horn 1878. Phyllophaga disparilis ingår i släktet Phyllophaga och familjen Melolonthidae. Inga underarter finns listade i Catalogue of Life.